# Il furto è l'anima del commercio!?...
Il furto è l'anima del commercio!?... è un film del 1971 diretto da Bruno Corbucci.

## Trama
Libero Sbardelloni, appena sposatosi, non trova lavoro a Roma, quindi si trasferisce a Napoli, dove vive il barone Gaetano Gargiulo, zio di sua moglie Marcella. Il barone è però un nobile spiantato, che vive di truffe e piccoli furti, entrando ed uscendo di continuo dalla prigione. Il frutto dei suoi colpi lo impiega regolarmente per giocare al lotto, dove è da sempre intenzionato a fare un grande colpo, ma tutti i suoi tentativi vanno puntualmente a vuoto. Non sospettando la vera attività del "barone zio", e nonostante sia il suo primo giorno di nozze, Libero lo segue la sera stessa in un magazzino carni.
Convinto di essere stato impiegato in un lavoro onesto, Libero si fa scoprire da una guardia notturna e finisce in prigione con lo zio. Scopre quindi la vera attività del barone e conosce i suoi compagni di cella: Scimmione, detto lo stritolatore di Acireale, Sigfrid, detto Panzer - un ex soldato tedesco della Wehrmacht -, Mortaretto - esperto in fuochi artificiali -, un balbuziente che riesce a parlare normalmente soltanto cantando la tarantella, e Mammoletta, un ladruncolo omosessuale.
Sette mesi dopo, una volta usciti, mentre Libero consuma per quattro giorni il suo matrimonio, il barone si finge morto per spillare soldi alla gente del quartiere (ricavandone 60.000 lire), che si gioca sul terno 42-69-47 in 60 bollette da 1000 lire. Il barone decide quindi di insegnare a Libero i trucchi del "mestiere", truffando due negozi di calzature e abbigliamento, dopodiché i due si recano presso la sede dell'esattoria delle imposte. Il piano prevede che lo zio prenda il posto dell'incorruttibile dott. Persichelli per spillare una bustarella al comm. Malmone, un evasore fiscale convocato per rendere conto del suo operato. Nuovamente scoperti, tornano in prigione, dove il barone pensa di evocare l'anima di suo padre affinché gli indichi i numeri giusti per fare il colpo al lotto. Il vicino di cella suggerisce che "l'unico modo per fare il colpo al lotto è svaligiarlo".
Approfittando di un'amnistia che rimette tutti in libertà, la banda appronta un piano per svaligiare il banco lotto dove il barone gioca da anni. Si decide di passare attraverso il bagno di una copisteria al primo piano dell'edificio, ma quando la banda esce di prigione si scopre che l'appartamento è ora occupato dalla vedova di un sottufficiale tedesco, che vive con 14 cani. Si scopre inoltre che l'abitazione del commissario Santuzzi, che in passato ha più volte arrestato il barone, si affaccia proprio sulla piazza dove si trova il banco lotto, e che il commissario trascorre l'intera domenica curando le piante del suo balcone.
Per aggirare l'ostacolo si decide di passare dai tetti. Mentre il tedesco porta la vedova a Montecassino, per far visita ai campi di battaglia, il barone e Libero si introducono nell'appartamento e aprono il buco per scendere nel banco lotto. Rubano 60 milioni di lire, che vengono nascoste in un secchio della spazzatura. Il ritiro della refurtiva è affidato a Mammoletta, che però - dopo aver rubato un camion della Nettezza Urbana - si attarda a vedere lo spettacolo di un ballerino, spendendo anche i soldi per il rifornimento di carburante.
Il sacco con i soldi viene ritirato da un vero netturbino, mentre Mammoletta ritira una busta piena di immondizia. Intanto il tedesco e la vedova sono tornati a casa anzitempo, e lui finisce nel buco praticato dai complici. Viene scoperto il colpo, ed inizia un lungo inseguimento da parte del commissario Santuzzi, che si conclude al porto di Napoli, quando il barone e Libero si accorgono di aver ritirato dell'immondizia e di aver fallito l'impresa. Tornati tutti in prigione, Libero scopre di aver fatto il colpo al lotto sognato da suo zio, giocando il terno 90 (il furto), 28 (l'inseguimento) e 16 (l'arresto).